# Óttar de Dublín
No confundir con Ottir Iarla jarl vikingo del siglo X.
Óttar de Dublín (irlandés: Oitir Mac mic Oitir [Oitir, hijo del hijo de Oitir]), también Óttar de las Islas u Óttar Óttarsson fue un caudillo hiberno-nórdico, monarca vikingo del Reino de Dublín (r. 1142 – 1148).
Óttar era un poderoso terrateniente de las Hébridas y tomó el poder sobre el reino de Dublín en 1142, según la historiadora Clare Downham tras ser invitado a ello por los mismos habitantes del reino.
Los Anales de los cuatro maestros le identifican como nieto de Óttar y los Anales de Clonmacnoise como hijo de Óttar (McOtyr). Posiblemente ambos registros sean correctos y que Óttar de Dublín fuse hijo de Óttar que a su vez era hijo de otro Óttar. Se especula que alguno de los Óttar (padre o abuelo) es el mismo jarl Óttar de Mann que controlaba la mitad de la reino vikingo de Mann y fue asesinado en 1098. Una fuente histórica nombra ambiguamente al Jarl Óttar como padre de Óttar de Dublín y también a su madre llamada Svanhilda, una «dama danesa». Antes de llegar al poder en Dublín no se le menciona específicamente como jarl pero su acceso a determinados recursos militares y categoría de sus ancestros sugiere que poseía el rango.
Óttar de Dublín pertenece a lo que los historiadores denominan dinastía de los Óttar, una familia caracterizada por repetir el mismo nombre personal entre todos sus varones. Durante siglos los Óttar estuvieron activos en la región del Mar de Irlanda, a menudo en alianzas con los Uí Ímair, desde Caithness en el lejano norte de Escocia hasta Cork al sur de Irlanda.
Según G. de P. Cotter, tras la ocupación de Dublín, Óttar «...quemó la catedral de Kells, y saqueó aquella ciudad». Parece que se refiere a la Abadía de Kells en el condado de Meath, aunque la iglesia no tuvo la categoría de catedral hasta después del Sínodo de Kells. Los Anales de los cuatro maestros registran que Kells (Ceanannus) ardió en 1143 y tres veces más en 1144.
Bastantes versiones de Brut y Tywysogion registran que Óttar tenía su base en Dublín, y le describen como «hijo del otro Óttar», era muy activo luchando como mercenario en Gales en 1144. Este Óttar podía ser el mismo rey o, posiblemente, un hijo con el mismo nombre. La expedición a Gales pretendía apoyar a Cadwaladr ap Gruffydd contra su hermano Owain Gwynedd rey de Gwynedd. El ejército, transportado por una flota, llegó a Abermenai en un intento de forzar a Owain a devolver las tierras de Cadwaladr. Las relaciones con Cadwaladr aparentemente se deterioraron y los hombres de Óttar le tomaron como rehén y solicitaron un rescate de «dos mil esclavos». Cadwaladr escapó de sus incómodos aliados e hizo la paz con su hermano, forzando a los vikingos dublineses a partir.
Los anales contemporáneos sugieren que Óttar compartía el poder en diarquía con Ragnall Thorgillsson (Raghnall Mac Torcaill), hasta que Raghnall murió en batalla contra el ejército del reino de Mide en 1145 o 1146: 
«Una matanza tuvo lugar a los extranjeros de Ath-cliath [Dublin] por la gente de East Meath, donde doscientas personas fueron asesinadas, junto a Raghnall Mac Torcaill, Mormaer de Ath-cliath, y Jufraigh, y muchos otros de sus caudillos.»
Raghnall estaba posiblemente subordinado a Óttar, y el argumento que lo sustenta es el título de mormaer para describir a Raghnall en los anales, mientras que otras fuentes le denominan rey (en irlandés: «rí»). 
Óttar mantuvo el control sobre Dublín hasta 1148 hasta que fue «traicioneramente asesinado» por un pariente de Ragnall Thorgillsson. Según Downham, Óttar y los hijos de Torcaill cooperaban al principio, "...pero una sucesión de disputas hereditarias desembocaron en la muerte de Óttar en 1148."

## Linaje
Óttar casó con Helga, hija de Tolokunger, un hersir danés, y fue padre de Thorfinus filius Oter, descrito como el más poderoso jarl de las islas occidentales.
Se le ha identificado y reivindicado como ancestro de la familia Cotter del condado de Cork, Irlanda, cuyo origen Óttar de Dublín (hijo de Mac Ottir), era Rey de Dublín desde 1142 a 1148, por el hijo Thorfin y su nieto Therulfe.'.

## Cultura popular
Óttar, en su versión irlandesa Otir, aparece como personaje en The Summer of the Danes de Ellis Peters. El libro menciona el intento de Cadwaladr ap Gruffydd de reclamar sus tierras con la ayuda de la flota danesa como trasfondo de la trama.